# Altersgeld
Altersgeld ist in Deutschland in mehreren Ländern und beim Bund eine Versorgung hauptsächlich für ehemalige Beamte auf Lebenszeit, die auf eigenen Antrag aus dem Beamtenverhältnis entlassen wurden. Entsprechendes gilt für Richter auf Lebenszeit und Berufssoldaten.

## Allgemeines
Geregelt ist das Altersgeld in den Beamtenversorgungsgesetzen der Länder Baden-Württemberg, Bremen, Hamburg, Hessen, Niedersachsen, Rheinland-Pfalz, Sachsen und Schleswig-Holstein, im Altersgeldgesetz des Bundes und der Länder Mecklenburg-Vorpommern und Thüringen. Für Berlin sollte nach dem Koalitionsvertrag von 2021 das Altersgeld eingeführt, nach dem Koalitionsvertrag von 2023 soll es geprüft werden. Das Altersgeld entspricht grundsätzlich dem „erdienten“ anteiligen Anspruch auf Versorgung nach den Beamtenversorgungsgesetz des Bundes und jene der Länder (Beamte und Richter) bzw. dem Soldatenversorgungsgesetz (Berufssoldaten). Der Versorgungsanspruch setzt aber voraus, dass die Person in ihrem Dienstverhältnis in den Ruhestand getreten oder in ihn versetzt worden ist.

## Anspruchsvoraussetzungen
Der Anspruch setzt grundsätzlich voraus, dass die Entlassung aus dem Dienstverhältnis auf eigenen Antrag erfolgt (siehe aber auch nachstehend zum hessischen Kommunalrecht). Bei Entfernung aus dem Dienst ist die Nachversicherung zwingend. Der Anspruch auf Altersgeld ruht grundsätzlich bis zum Erreichen der Regelaltersgrenze. Eine Nachversicherung darf noch nicht durchgeführt worden sein. Bei Verurteilung zu einer Freiheitsstrafe kann der Anspruch auf Altersgeld erlöschen. Voraussetzung ist eine fünfjährige altersgeldfähige Dienstzeit.
Beim Bund müssen davon vier Jahre im Bundesdienst abgeleistet worden sein (§ 3 Abs. 1 AltGG). Zudem ist der Anspruch beim Bund davon abhängig, dass zum Zeitpunkt der Entlassung dringende dienstliche Gründe nicht entgegenstehen. Bis zur Änderung von § 1 Absatz 2 des Altersgeldgesetzes des Bundes durch Artikel 5 des Gesetzes vom 28. Juni 2021 waren zwingende dienstliche Gründe für den Ausschluss erforderlich. Nach der Gesetzesbegründung der Bundesregierung hätten die Erfahrungen unter anderem im militärischen Bereich der Bundeswehr gezeigt, dass der Maßstab der bisher im Gesetz geregelten „zwingenden dienstlichen Gründe“ zu hoch sei, um den Dienstherrn wirksam vor personalwirtschaftlich nachteiligen Folgen von Entlassungen zu schützen.
Im Land Hessen erhalten auch hauptamtliche kommunale Wahlbeamte, die mit Ablauf ihrer Amtszeit aus dem Beamtenverhältnis entlassen werden, weil sie die besonderen kommunalrechtlichen Voraussetzungen für den Eintritt oder die Versetzung in den Ruhestand nicht erfüllen, Altersgeld, wenn sie dessen Voraussetzungen erfüllen. Im Land Rheinland-Pfalz besteht ein Anspruch auf Altersgeld nur für hauptamtliche kommunale Wahlbeamte auf Zeit, die aus dem Beamtenverhältnis zu entlassen sind, wenn sie nach Ableistung von mindestens zwei Amtszeiten nicht mehr der Verpflichtung zur erneuten Amtsübernahme nachkommen.

## Höhe
Grundlage für die Höhe des Altersgeldes sind wie bei der Beamtenversorgung 1,79375 Prozent der altersgeldfähigen Dienstbezüge für jedes Jahr altersgeldfähiger Dienstzeit. In Mecklenburg-Vorpommern erfolgt ein Abschlag von 15 Prozent. Ebenso beim Bund, wenn die altersgeldfähige Dienstzeit weniger als zwölf Jahre beträgt, sonst von fünf Prozent (§ 7 AltGG). Ein Anspruch auf Beihilfeleistungen ist mit dem Altersgeld nicht verbunden.

## Keine analoge Anwendung bei Arbeitnehmerfreizügigkeit
Ehemaligen Beamten, die im nicht hoheitlichen Bereich, z. B. Schuldienst, tätig waren und die daraus folgende unionsrechtliche Arbeitnehmerfreizügigkeit genutzt haben, um in einem anderen EU-Mitgliedstaat zu arbeiten, kann der volle Ergänzungsanspruch zur Nachversicherung nicht gekürzt werden durch analoge Anwendung von Altersgeld- oder sonstigen Regelungen anderer Dienstherren. Solange der vormalige Dienstherr den Ergänzungsanspruch nicht gesetzlich regelt, ergibt er sich unmittelbar aus Art. 45AEUV.

## Hintergrund
Ein Arbeitnehmer erwirbt im Regelfall eine unverfallbare Anwartschaft auf Leistungen aus der betrieblichen Altersversorgung, wenn das Arbeitsverhältnis vor Eintritt des Versorgungsfalls endet und die Versorgungszusage zu diesem Zeitpunkt mindestens drei Jahre bestanden hat (§ 1b Betriebsrentengesetz). Für ausgeschiedene Beamte wurde 1924 die Nachversicherung in der gesetzlichen Rentenversicherung eingeführt. Sie erstreckt sich nicht auf die Zusatzversorgung des öffentlichen Dienstes für Tarifbeschäftigte. Die Nachversicherung ersetzt den wirtschaftlichen Wert des „erdienten“ anteiligen Versorgungsanspruchs nicht.